# Emile Locque
Emile Leopold Locque é um personagem do filme 007 Somente Para Seus Olhos, da série cinematográfica do espião britânico James Bond, criado por Ian Fleming.

## Características
Um assassino francês frio e sanguinário, conhecido no submundo de Bruxelas e Marselha, Locque é um ex-convicto que fugiu da prisão após matar seu psiquiatra. Contratato por Aristotle Kristatos, ele deixa pequenos broches na forma de pombo no corpo de suas vítimas, para ligar os assassinatos a Columbo, o grande rival e inimigo de seu patrão, conhecido pelo codinome de O Pombo. Como característica facial, usa sempre óculos com lentes octogonais.

## Filme
Visto pela primeira vez em uma villa espanhola, quando paga a um assassino contratado por Kristatos para matar os pais de Melina Havelock, ele tem sua identidade descoberta por Bond - que vigia a villa - através de um gadget de identificação em 3D criado por Q.
Locque tenta matar Bond diretamente ou por enviados durante toda a trama, primeiramente em Cortina d'Ampezzo na Itália, quando mata um aliado de 007, e depois numa praia grega, quando atropela e mata a Condessa Lisl von Schlaf, com Bond sendo salvo pelos homens de Columbo.
O encontro decisivo dos dois se dá na Albânia, onde ele é descoberto pelo espião e pelos homens de Columbo num armazém. Fugindo em seu carro, Locque é perseguido a pé por 007 que, usando atalhos e túneis em volta da estrada sinuosa, aparece na frente do capanga no meio do caminho e lhe acerta um tiro no ombro, através do para-brisa. Locque perde o controle, o carro derrapa, bate e fica pendurado balançando perigosamente na beira de um precipício. Bond aproxima-se e joga no colo do assassino um pequeno broche, no formato do pombo, que ele havia deixado no corpo do contato de 007, Luigi Ferrara, morto por ele em Cortina. Com um leve empurrão de Bond, Locque e seu carro despencam no abismo.